# Le motorizzate
Le motorizzate («Las (mujeres) motoristas» en italiano) es una película de comedia de antología italiana de 1963 escrita y dirigida por Marino Girolami.

## Episodios
La película se divide en cinco episodios cuyo tema común es la mujer al volante (la película se rodó durante la milagro económico italiano, cuando la motorización se convirtió en un fenómeno de masas):
Carmelitane sprint («Carmelitas de la velocidad»)
Choque entre una furgoneta Volkswagen Transporter T2 de monjas en servicio electoral de la Democracia Cristiana (quienes acompañan a las urnas a un anciano exjerarca fascista en silla de ruedas) y un utilitario Fiat 600 con un reducido grupo de jóvenes militantes del PCI a bordo. 
Roulotte squillo («Llamando caravana»)
Episodio con Bice Valori, peripatéticos en una caravana bajo un viaducto. En los suburbios ahora cercanos al campo, para perturbar los abrazos también hay una vaca impertinente que asoma por la ventanilla del vehículo y Pompeo Saronno, un viejo general moralista.
La signora ci marcia («La dama marcha»)
Episodio con Valeria Fabrizi y Walter Chiari como dos personas que practican marcha atlética en una rítmica carrera a pie al ritmo de la música.
Vigile ignoto («Policía desconocido»)
El almuerzo de Reyes de Urbano Cacace, reducido a la pobreza, es un huevo pasado por agua para repartir entre cuatro personas, así que se hace pasar por policía de tránsito para aprovechar una colecta benéfica organizada por la policía municipal. Esto tiene tanto éxito que decide convertirse en policía de tránsito, comienza a aumentar las multas y cambia las señales de tráfico (entre otras cosas, realiza mejoras significativas). Descubierto por pura casualidad, es juzgado pero aún se encuentra en su motocicleta haciéndose pasar por un agente de la policía de tránsito.
Un investimento sicuro («Una inversión segura»)
Una mujer atropella a un hombre con su flamante coche recién recogido del taller. El hombre aprovecha lo sucedido y junto con su amigo Righetto (que se hace pasar por médico) intentan una estafa de seguros. Para mal fortuna de ellos, la mujer se dirigía a pagar la primera prima de la póliza y técnicamente no está asegurada, por lo que el hombre y la mujer (entre quienes se desarrolla una tierna simpatía) deciden montar un falso accidente esa misma tarde, luego de que la mujer haya pagado la prima. Desafortunadamente, las cosas no salen según lo planeado y el hombre es atropellado por su amigo Righetto, pobre como el infierno y sin seguro.

## Reparto
- Corrado Mantoni: narrador.
- Giulio Platone: un policía.

Episodio Carmelitane sprint
- Ave Ninchi: Hermana Teresa.
- France Anglade: Hermana María.
- Carlo Pisacane: anciano fascista.
- Ennio Girolami: joven comunista.

Episodio Roulotte squillo
- Bice Valori: Lola, la chica de la caravana.
- Adolfo Balletti: Brigadier.
- Pierre Doris: cliente gordo.
- Michel Galabru: Pompeo Saronno.
- Franco Latini: hombre con sombrero.

Episodio La signora ci marcia
- Walter Chiari: Walter, el corredor.
- Valeria Fabrizi: Valeria, la novia.
- Francesco Luzi: entrenador.
- Sophie Desmarets: señora que marcha.
- Vinicio Sofía: titular del patrocinador

Episodio Vigile ignoto
- Totò: Urbano Cacace.
- Anna Campori: Sra. Cacace.
- Gina Amendola: Suegra de Cacace.
- Gianni Agus: Fiscal.
- Mario Castellani: Brigadier.
- Gabriella Andreini: Chica multada.
- Jean Tissier: Juez.
- Liana Orfei: Abogada defensora.
- Marco Mariani: Abogado Rossetti.
- Pasquale De Filippo: Canciller.
- Andrea De Pino: Nicolino.

Episodio Un investimento sicuro
- Raimondo Vianello: Camillo, el inversor.
- Sandra Mondaini: la inversora.
- Riccardo Billi: Righetto/Dr. Righetti.
- Roy Ciccolini: vendedor de autos.